# Pons Racing

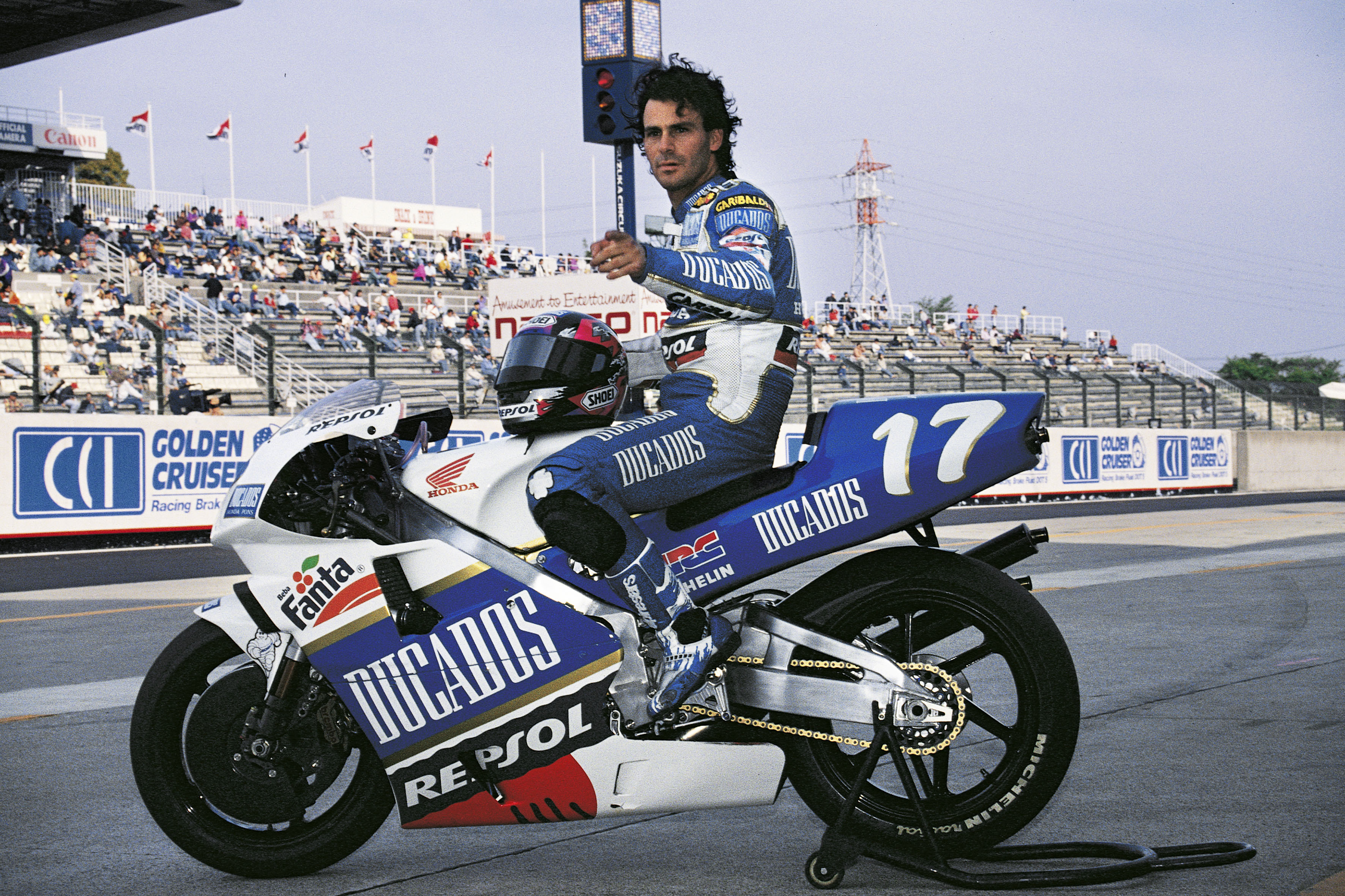
Alberto Puig 1994 auf 500-cm³-Honda in Suzuka

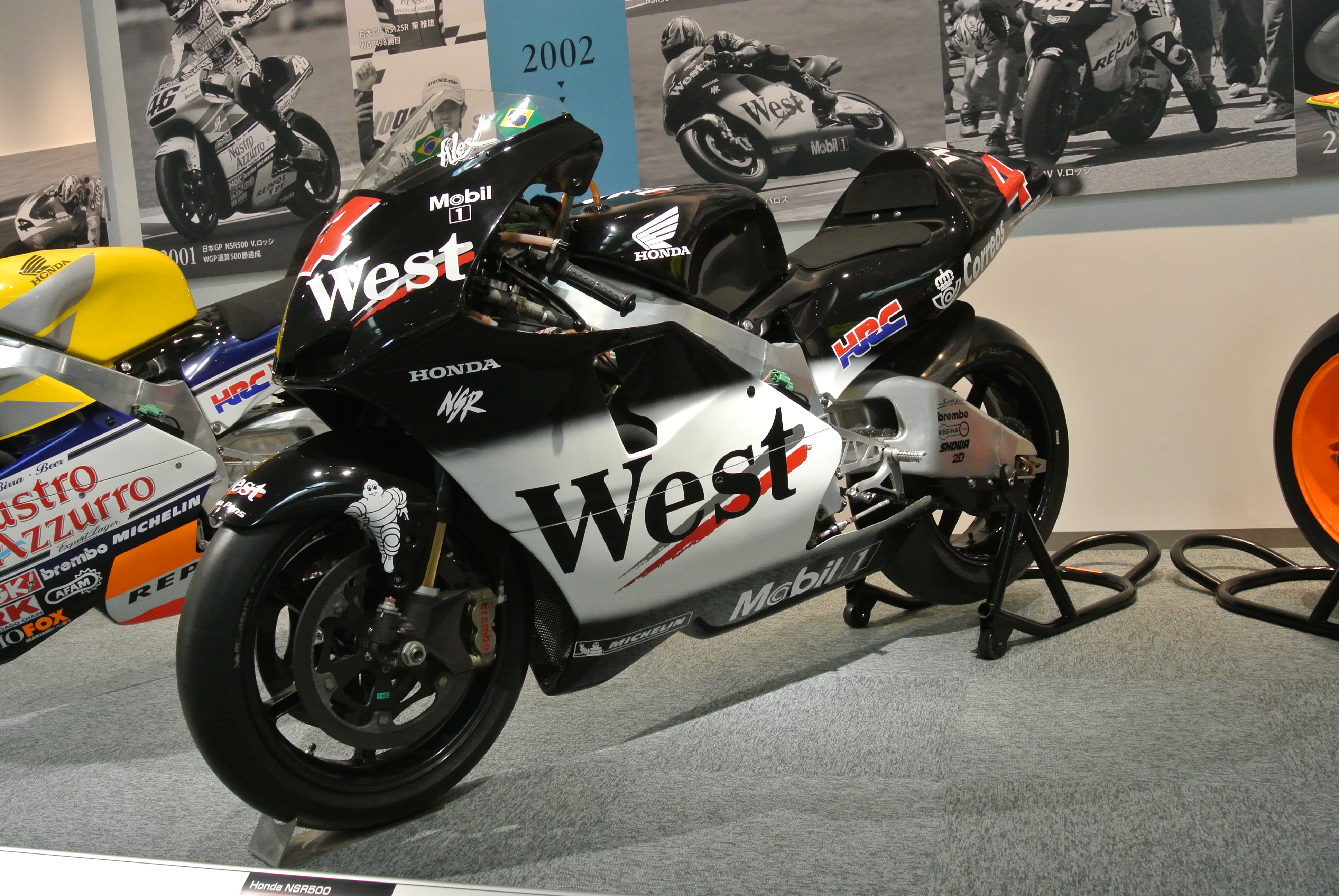
Honda NSR 500 des Team Pons in der Honda Collection Hall

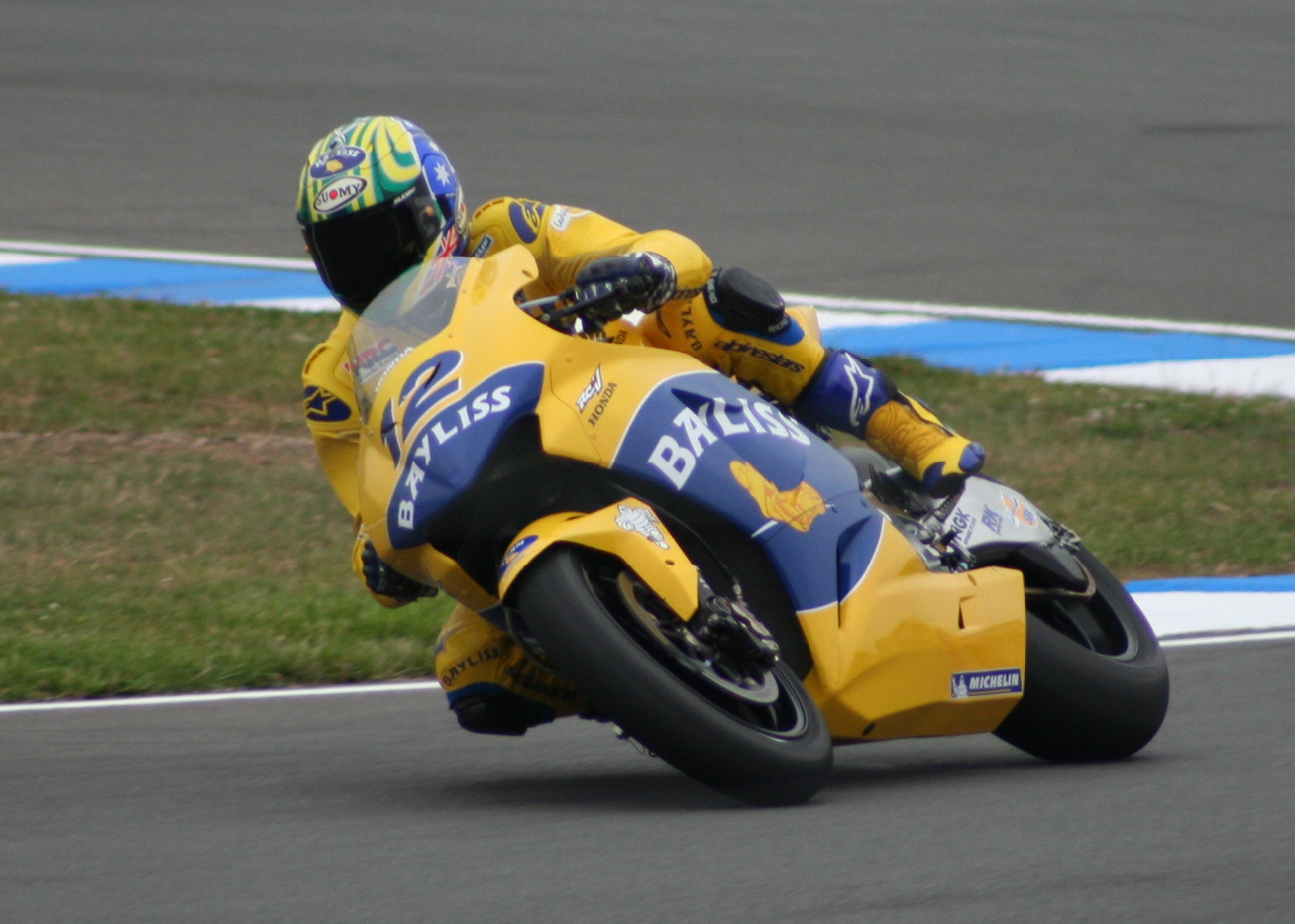
Troy Bayliss auf Honda RC211V des Team Pons 2005 in Großbritannien

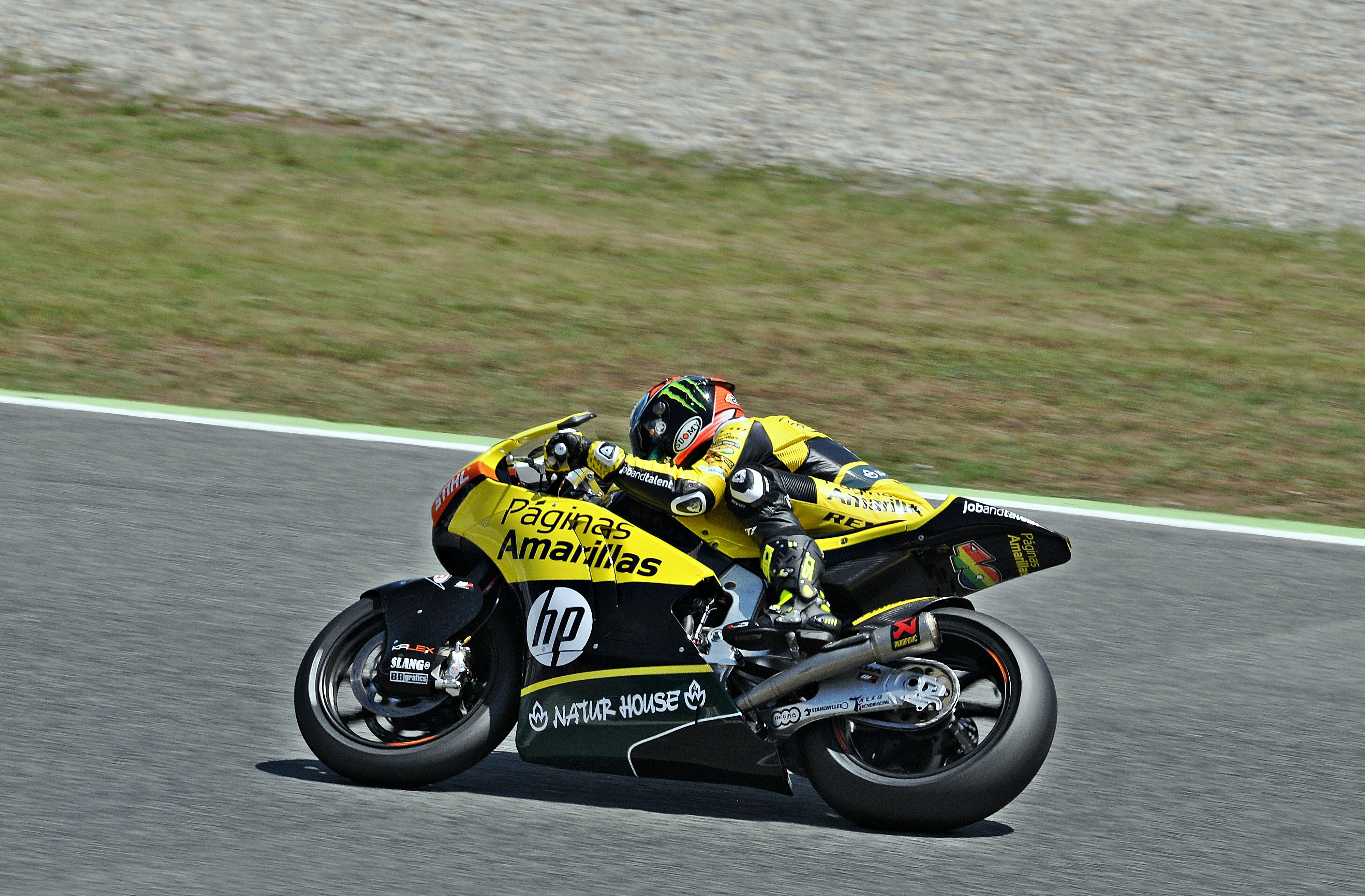
Álex Rins 2015 auf Moto2-Kalex beim Großen Preis von Katalonien

Pons Racing ist ein Motorradsport-Team aus Spanien und Großbritannien. Gründer, Teamchef und Namensgeber ist der 250-cm³-Weltmeister der Jahre 1988 und 1989 Sito Pons aus Spanien.
Das Team wurde 1992 gegründet und startete bis einschließlich 2005 mit Unterstützung von Honda in der Königsklasse, der 500-cm³-Kategorie bzw. ab 2002 in der MotoGP-Klasse. In dieser Zeit konnten durch Àlex Crivillé, Alberto Puig, Carlos Checa, Alex Barros, Loris Capirossi, Max Biaggi und Makoto Tamada insgesamt 16 Siege errungen werden. Nach 2005 zog Pons sich vorübergehend aus der Weltmeisterschaft zurück, als mit dem LCR Team ein weiteres Honda-Satellitenteam hinzukam, bevor man 2008 mit Aprilia sowie Simone Corsi und Nicolás Terol in der 125-cm³-Klasse zurückkehrte und auf Anhieb drei Rennen gewann. Im Folgejahr trat man ebenfalls in der 250-cm³-Klasse an und zog sich am Jahresende wieder aus der kleinsten Klasse zurück, um sich komplett auf die mittlere zu fokussieren. 2010 wurde die 250-cm³-Zweitaktklasse durch die Moto2-Viertaktklasse ersetzt, in der Pons seitdem mit Kalex-Fahrwerken und HP als Sponsor antritt. Seit 2019 bestreitet Pons zudem den neuen MotoE World Cup.
Die Moto2-Fahrer 2022 sind Arón Canet und Sergio García; die MotoE-Maschinen pilotieren Mattia Casadei und Nicholas Spinelli.

## Statistik

### Weltmeister
- 2013 –  Pol Espargaró, Moto2-Weltmeister auf Kalex
- 2020 –  Jordi Torres, MotoE-World-Cup-Sieger auf Energica

### Team-WM-Ergebnisse

#### MotoGP
- 2002 – Dritter
- 2003 – Zweiter (als Joint Venture mit Pramac Racing)
- 2004 – Dritter
- 2005 – Fünfter

#### Moto2 (seit 2018)
- 2018 – Fünfter
- 2019 – Weltmeister
- 2020 – Siebter
- 2021 – 13.
- 2022 – Dritter
- 2023 – Fünfter

#### MotoE World Cup
- 2019 – Elfter
- 2020 – Zweiter

### Grand-Prix-Siege
| Saison | Klasse  | Rennen                                                                                 |
| ------ | ------- | -------------------------------------------------------------------------------------- |
| 1992   | 500 cm³ | Niederlande                                                                            |
| 1995   | 500 cm³ | Spanien                                                                                |
| 1996   | 500 cm³ | Katalonien                                                                             |
| 1998   | 500 cm³ | Madrid                                                                                 |
| 2000   | 500 cm³ | Italien Niederlande Deutschland                                                        |
| 2001   | 500 cm³ | Italien                                                                                |
| 2002   | MotoGP  | Japan Valencia                                                                         |
| 2003   | MotoGP  | Vereinigtes Konigreich Japan                                                           |
| 2004   | MotoGP  | Brasilien Deutschland Japan                                                            |
| 2005   | MotoGP  | Portugal                                                                               |
| 2008   | 125 cm³ | Spanien Portugal Italien Indianapolis Valencia                                         |
| 2009   | 250 cm³ | Katar San Marino Valencia                                                              |
| 2009   | 125 cm³ | Tschechien                                                                             |
| 2012   | Moto2   | Spanien Vereinigtes Konigreich Aragonien Australien                                    |
| 2013   | Moto2   | Katar Spanien Katalonien Niederlande Indianapolis San Marino Malaysia Australien Japan |
| 2014   | Moto2   | USA-Texas Aragonien Australien Malaysia                                                |
| 2015   | Moto2   | Indianapolis Australien                                                                |
| 2016   | Moto2   | USA-Texas Malaysia                                                                     |
| 2018   | Moto2   | Spanien                                                                                |
| 2019   | Moto2   | Katar Argentinien Spanien Niederlande Vereinigtes Konigreich San Marino                |
| 2020   | MotoE   | Frankreich                                                                             |
| 2021   | MotoE   | San Marino                                                                             |
| 2022   | MotoE   | Frankreich San Marino                                                                  |